# Antinoos (Molosser)
Antinoos († 167 v. Chr. in Passaron, Epirus) war ein in der 1. Hälfte des 2. Jahrhunderts v. Chr. lebender molossischer Politiker in Epirus. Er war ein Bundesgenosse des makedonischen Königs Perseus in dessen Krieg gegen die Römer.

## Leben
Als 171 v. Chr. der Krieg zwischen Perseus und Rom im Ausbruch begriffen war, standen die Molosser Antinoos und Kephalos an der Spitze jener politischen Fraktion in Epirus, die mit dem makedonischen Königshaus freundschaftlich verbunden war. Sie hatten die ganze Macht im Land fest in ihren Händen. Damals bemühte sich aber ein junger Mann namens Charops, der in Rom erzogen worden und daraufhin nach Epirus zurückgekehrt war, die Gunst der Römer zu gewinnen. Er beobachtete die genannten molossischen Politiker genau, legte deren Worte und Handlungen verleumderisch aus und suchte deren Einvernehmen mit Perseus als verräterische Feindschaft gegenüber Rom darzustellen.
In Wirklichkeit befürworteten Antinoos und Kephalos die Fortdauer des Friedens zwischen Makedonien und Rom; sollte der Krieg jedoch unabwendbar sein, waren sie zur Aufrechterhaltung eines korrekten Verhältnisses zu den Römern innerhalb der bestehenden Bündnisverpflichtungen bereit, nicht jedoch zu Kadavergehorsam. Aufgrund ihrer aufrechten Gesinnung glaubten sie, keinerlei Verletzungen gegen die Vereinbarungen mit Rom begangen zu haben, und beachteten daher anfangs die Intrigen des Charops nur wenig. Als sie jedoch erfuhren, dass mehrere moderate ätolische Politiker, die in ähnlicher Weise von Lykiskos verleumdet worden waren, nach dem Gefecht am Kallinikos (Sommer 171 v. Chr.) als Gefangene nach Rom abgeführt wurden, hielten sie es für klüger, auf der Hut zu sein. Schließlich betrachteten sie sich als so gefährdet, dass sie sich entgegen ihrer bisherigen politischen Ausrichtung offen den Makedonen anschlossen.
Als der Proprätor Lucius Anicius Gallus 167 v. Chr., ein Jahr nach der für die Römer mit einem entscheidenden Sieg endenden Schlacht von Pydna, in Epirus einrückte, um die dortigen aufständischen Städte zu unterwerfen und die molossischen Politiker für deren Bündnis mit Perseus zu bestrafen, fiel Antinoos gemeinsam mit Theodotos bei der Verteidigung der Stadt Passaron gegen die Römer. Obwohl die Darstellung des griechischen Historikers Polybios klar zeigt, dass Antinoos und seine Parteigenossen entgegen ihrer eigentlichen Intention gezwungenermaßen auf die Seite der Makedonen übergetreten waren, beschreibt sie der römische Geschichtsschreiber Titus Livius als Verräter und Römerhasser, ohne ihr Verhalten zu erklären.